# Javorniki-Snežnik
Das Fauna-Flora-Habitat-Gebiet Javorniki-Snežnik liegt im Süden Sloweniens. Das etwa 440 km² große Schutzgebiet umfasst einen Teil des Dinarischen Gebirges südöstlich von Postojna bis zur kroatischen Grenze. Der Gebirgszug liegt zwischen dem Reka-/Pivka-System einerseits und dem Ljubljanica-System andererseits. Die verkarstete Berglandschaft ist überwiegend bewaldet. Im Westen gibt es im Pivka-Becken größere Trockengrünlandkomplexe. Entlang der Pivka ist eine Reihe zusammenhängender Seen ausgebildet. Das Gebiet zeichnet sich durch eine hohe Anzahl nicht touristisch erschlossener Höhlen aus. Die höchste Erhebung liegt mit 1795 m. i. J. auf dem Krainer Schneeberg, der als einziger slowenischer Berg außerhalb der Alpen die Baumgrenze erreicht. Daher mischen sich hier alpine und dinarische Faunen- und Florenelemente, was zu einer besonderen Artenvielfalt im Gebiet führt.
Das FFH-Gebiet Javorniki-Snežnik liegt innerhalb des europäischen Vogelschutzgebiets Snežnik-Pivka. auf kroatischer Seite grenzt das FFH-Gebiet Gorski kotar i sjeverna Lika unmittelbar an.

## Schutzzweck

### Lebensraumtypen
Folgende Lebensraumtypen nach Anhang I der FFH-Richtlinie sind für das Gebiet gemeldet:
| EU Code | * | Lebensraumtyp (offizielle Bezeichnung)                                                             | Fläche (ha) |
| ------- | - | -------------------------------------------------------------------------------------------------- | ----------- |
| 3180    |   | Temporär wasserführende Karstseen (Turloughs)                                                      | 192         |
| 4060    |   | Alpine and boreale Heiden                                                                          | 15          |
| 4070    | * | Buschvegetation mit Pinus mugo und Rhododendron hirsutum (Mugo-Rhododendretum hirsuti)             | 220         |
| 5130    |   | Formationen von Juniperus communis auf Kalkheiden und -rasen                                       | 1.704       |
| 6170    |   | Alpine und subalpine Kalkrasen                                                                     | 9           |
| 62A0    |   | Östliche sub-mediterrane Trockenrasen (Scorzoneratalia villosae)                                   | 3.655       |
| 6410    |   | Pfeifengraswiesen auf kalkreichem Boden, torfigen und tonig-schluffigen Böden (Molinion caeruleae) | 270         |
| 6430    |   | Feuchte Hochstaudenfluren der planaren und montanen bis alpinen Stufe                              | 198         |
| 6510    |   | Magere Flachland-Mähwiesen (Alopecurus pratensis, Sanguisorba officinalis)                         | 520         |
| 8120    |   | Kalk- und Kalkschieferschutthalden der montanen bis alpinen Stufe (Thlaspietea rotundifolii)       | 213         |
| 8210    |   | Kalkfelsen mit Felsspaltenvegetation                                                               | 213         |
| 8310    |   | Nicht touristisch erschlossene Höhlen                                                              |             |
| 9180    | * | Schlucht- und Hangmischwälder (Tilio-Acerion)                                                      | 1.335       |
| 91K0    |   | Illyrische Rotbuchenwälder (Aremonio-Fagion)                                                       | 26.307      |
| 9410    |   | Montane bis alpine bodensaure Fichtenwälder (Vaccinio-Piceetea)                                    | 575         |

### Arteninventar
Folgende Arten von gemeinschaftlichem Interesse kommen im Gebiet vor:
| Bild                               | EU Code | * | Art                                | wissenschaftlicher Name     | Artengruppe    |
| ---------------------------------- | ------- | - | ---------------------------------- | --------------------------- | -------------- |
| Krainer Gänsekresse                | 4089    |   | Krainer Gänsekresse                | Arabis scopoliana           | Pflanzen       |
| Mopsfledermaus                     | 1324    |   | Mopsfledermaus                     | Barbastella barbastellus    | Säugetiere     |
| Spanische Flagge                   | 1078    | * | Spanische Flagge                   | Callimorpha quadripunctaria | Schmetterlinge |
| Wolf                               | 1352    | * | Wolf                               | Canis lupus                 | Säugetiere     |
|                                    | 1088    |   | Großer Eichenbock                  | Cerambyx cerdo              | Käfer          |
|                                    | 4027    |   | Dinarisches Hornkraut              | Cerastium dinaricum         | Pflanzen       |
| Goldener Scheckenfalter            | 1065    |   | Goldener Scheckenfalter            | Euphydryas aurinia          | Schmetterlinge |
|                                    | 4019    |   |                                    | Leptodirus hochenwarti      | Käfer          |
| Großer Feuerfalter                 | 1060    |   | Großer Feuerfalter                 | Lycaena dispar              | Schmetterlinge |
| Eurasischer Luchs                  | 1361    |   | Eurasischer Luchs                  | Lynx lynx                   | Säugetiere     |
| Heller Wiesenknopf-Ameisenbläuling | 1059    |   | Heller Wiesenknopf-Ameisenbläuling | Maculinea teleius           | Schmetterlinge |
| Trauerbock                         | 1089    |   | Trauerbock                         | Morimus funereus            | Käfer          |
| Grottenolm                         | 1186    | * | Grottenolm                         | Proteus anguinus            | Amphibien      |
|                                    | 1303    |   | Kleine Hufeisennase                | Rhinolophus hipposideros    | Säugetiere     |
| Alpenbock                          | 1087    | * | Alpenbock                          | Rosalia alpina              | Käfer          |
| Alpen-Kammmolch                    | 1167    |   | Alpen-Kammmolch                    | Triturus carnifex           | Amphibien      |
| Braunbär                           | 1354    | * | Braunbär                           | Ursus arctos                | Säugetiere     |